# Panika w 1857 roku
Terminem panika w 1857 roku określa się recesję gospodarczą, która miała miejsce w 1857 roku w Stanach Zjednoczonych. Mimo że trwała krótko, i nastąpił po niej okres szybkiego wzrostu gospodarczego, w jej następstwie zbankrutowało około 5 tysięcy przedsiębiorstw. Zwiększone bezrobocie spowodowało również protesty na obszarach miejskich.
Panika z 1857 była skutkiem boomu gospodarczego z lat 1852–1857, który opierał się na zakrojonej na szeroką skalę ekspansji kredytowej, co miało ogólnoświatowe konsekwencje. Wzrostowi cen, zysków oraz płac nominalnych towarzyszył wzrost cen akcji. Szczególnie duży wzrost odnotowały papiery wartościowe kompanii górniczych oraz spółek kolejowych (najważniejszych składowych rynku kapitałowego tamtego okresu). Ponadto powszechna stała się spekulacja. Pierwsze oznaki końca boomu pojawiły się wraz ze spadkiem sprzedaży w górnictwie i kolejnictwie (branżach niezwiązanych bezpośrednio z konsumpcją) dodatkowo spotęgowanym wzrostem kosztów produkcji. Następnie spowolnienie objęło przetwórstwo żelaza, przemysł stalowy i węglowy. Czynniki te wywołały kryzys, który szybko się rozprzestrzeniając, doprowadził do światowej recesji. 22 sierpnia 1857 był prawdziwym dniem paniki w Nowym Jorku – wiele banków zawiesiło działalność.
Kryzys z 1857 w porównaniu do paniki z lat 1837-1843 był szybki i łagodny. Presja na pieniądz zmalała zimą i wiosną następnego roku gospodarka odżyła. Nowojorskie banki wznowiły działalność 12 grudnia. Z czasem uruchomiono kolejne placówki.